# カンポベッロ・ディ・リカータ
カンポベッロ・ディ・リカータ（イタリア語: Campobello di Licata）は、イタリア共和国シチリア自治州アグリジェント県にある、人口約9,700人の基礎自治体（コムーネ）。

## 地理

### 位置・広がり

#### 隣接コムーネ
隣接するコムーネは以下の通り。
- リカータ
- ナーロ
- ラヴァヌーザ